# Expédition 8 (ISS)
Insigne de la mission
Équipage de l'expédition 8
Chronologie
Expédition 7 Expédition 9
Expédition 8 est la 8e mission vers de la Station spatiale internationale.